# Station Rhosneigr
Rhosneigr is een spoorwegstation van National Rail aan de North Wales Coast Line in Anglesey in Wales. Het station is eigendom van Network Rail en wordt beheerd door Transport for Wales.